# مارتين جونجورا
مارتين جونجورا (بالإسبانية: Martín Góngora)‏ هو لاعب كرة قدم أوروغواياني في مركز حراسة المرمى، ولد في 27 يونيو 1980 في بايساندو في الأوروغواي. شارك مع منتخب الأوروغواي تحت 23 سنة لكرة القدم. أما مع النوادي، فقد لعب مع التانك سيلي وبيلا فيستا وميرامار ميشنس ونادي دانوبيو ونادي راسينغ مونتيفيديو ونادي غواراني.

## وصلات خارجية
- مارتين جونجورا على موقع قاعدة بيانات كرة القدم.إي يو (الإنجليزية)
- مارتين جونجورا على موقع Soccerway.com (الإنجليزية)